# Maktens kvitton
Maktens kvitton var en granskning av riksdagsledamöters ersättningar som utmynnade i en reportageserie av Aftonbladet som inleddes under valrörelsen 2018. Granskningen kombinerade jämförelser med ledamöternas inlägg på sociala medier med deras kvitto-, utläggs- och boenderedovisning till Riksdagen. Reportrarna bakom granskningen var bland annat Richard Aschberg, Anders Johansson och Mattias Sandberg.

## Upplägg
I granskningen Maktens kvitton gick reportrarna igenom riksdagsledamöternas reseräkningar, utlägg och bidrag för att jämföra dessa med aktiviteter på sociala medier för aktuella datum och tidsperioder. De använde ledamöternas inlägg i sociala medier för att ifrågasätta om resorna alltid varit förknippade med riksdagsarbetet, om det funnits anhöriga som med som också omfattats av ersättningen och om utläggen och prisnivån verkligen varit mest lämpat för uppdraget. De jämförde också boendeförhållanden och ersättningar för resor och boenden i Stockholm i samband med arbetet som riksdagsledamöter. Även dessa uppgifter jämfördes med ledamöternas sociala medier, till exempel gällande vilka som verkar ha funnits i boendet och om det varit rimligt att ersätta hela eller delar av kostnaderna. Kvittogranskningen och jämförelser med sociala medier kompletterades med intervjuer av exempelvis hotellpersonal, resetjänstföretag och grannar.
Därefter konfronterades riksdagsledamöterna personligen med uppgifterna, i bland annat filmade inslag, där de bad att få kontrollera uppgifterna och återkomma. När riksdagsledamöterna återkom med förklaringar och eventuella justeringar, konfronterades de med andra oklarheter i sina redovisningar och ytterligare uppgifter som talade mot deras förklaringar. 

## Eftermäle
Granskningen har hyllats för att den kombinerar vad som kallats "klassisk grävjournalistik", ett grovgöra där till exempel ersättningar och rimligheten i dem undersöks, med granskning av riksdagsledamöternas aktivitet på sociala medier när de fått ersättning. Maktens kvitton var bland annat nominerad till Guldspaden, den vann pris för "Årets idé" av Tidningsutgivarna och tilldelades priset "Best Use of Social Media" av International News Media Association.
Den ledde till direkta avhopp och pauser för de granskade ledamöterna och i flera fall utredningar för bedrägeri.
- Michael Svensson, riksdagsledamot för Moderaterna, ifrågasattes för att ha redovisat bilresor och traktamenten för resor som inte genomförts. Hoppade av sin riksdagskandidatur, förundersökning inleddes och lades ned.[7]
- Penilla Gunther, riksdagsledamot för Kristdemokraterna, ifrågasattes för att ha redovisat resor med betald hyrbil som verkade vara av privat karaktär. Hoppade av sin riksdagskandidatur.[8]
- Caroline Szyber, riksdagsledamot för Kristdemokraterna, ifrågasattes för att ha redovisat utlägg för resor av privat karaktär och utan att göra avdrag för anhöriga. Lämnade sin riksdagsplats, förundersökning inleddes och lades ned.[9]
- Stefan Jakobsson, riksdagsledamot för Sverigedemokraterna, ifrågasattes för att ha begärt ersättning för flera resor som i sociala medier framstod som privata. Hoppade av sin riksdagskandidatur, åtalades och fälldes för bedrägeri.[10][11][12]
- Patrick Reslow, riksdagsledamot för Sverigedemokraterna, ifrågasattes för att ha redovisat utlägg för resor av privat karaktär och utan att göra avdrag för anhöriga. Förundersökning inleddes som inte ledde till åtal.[13][14]
- Emma Carlsson Löfdahl, riksdagsledamot för Liberalerna, ifrågasattes för att ha satt upp sin makes bostadsrätt i Stockholm som övernattningslägenhet och krävt maximal ersättning hyreskostnad. Hon lämnade Liberalerna men valde att sitta kvar i riksdagen som politisk vilde.[15] Förundersökning inleddes och lades ned.[16][17] Hon kritiserades för låg närvaro i Riksdagen efter att hon blev politisk vilde, och för att hon genom att sitta kvar förbi sin 50-årsdag kvalificerade sig för den högsta ersättningen i riksdagspensionen (12 år och 50 år fyllda). Hon fyllde 50 år hösten 2020 och lämnade sin riksdagsplats till förfogande sommaren 2021.[18][19]
- Erik Bengtzboe, riksdagsledamot för Moderaterna, ifrågasattes för att vara skriven hos sin mor i Södermanland samtidigt som hans fru och barn bodde i en lägenhet Stockholm. Han har fått ersättning för boendet i lägenheten och traktamente när han varit i Stockholm och arbetat.[20] Han lämnade sitt uppdrag som Moderaternas arbetsmarknadspolitiska talesman och riksdagsledamot.[21] En förundersökning inleddes som lades ned.[22]